# Astrid Emilie Helle
Astrid Emilie Helle (* 5. September 1962 in Wien) ist eine norwegische Diplomatin. Sie war von 2018 bis 2022 die norwegische Botschafterin in Südafrika und ist seit 2022 die norwegische Botschafterin in Thailand.

## Leben
Astrid Emilie Helle besuchte das Eikeli-Gymnasium in Bærum. Sie hat einen Master in Geschichtswissenschaft und promovierte 1994 am Institut d’études politiques de Paris zum Thema Norwegen und die Europäische Gemeinschaft.

## Diplomatische Karriere
Seit 1992 arbeitet sie für das norwegische Außenministerium. Sie war Sekretärin in den norwegischen Botschaften in Tunesien und Marokko. Von 2003 bis 2007 war sie Mitglied der ständigen Vertretung Norwegens beim Büro der Vereinten Nationen in Genf und dort zuständig für humanitäre Angelegenheiten und Menschenrechte. Von 2013 bis 2017 war sie die norwegische Botschafterin beim Europarat in Straßburg.
Seit dem 11. Dezember 2018 war Astrid Emilie Helle Botschafterin Norwegens in Pretoria. Sie war mitakkreditiert für Botswana (seit Januar 2019), Lesotho (seit August 2019), Namibia (seit Februar 2019), Simbabwe (seit September 2019) und Madagaskar (seit März 2019). Seit dem 31. Januar 2019 war sie ebenfalls akkreditiert bei der Entwicklungsgemeinschaft des südlichen Afrika (SADC). in Südafrika war sie bis 2022. Ihr Nachfolger dort wurde Gjermund Sæther. Im selben Jahr wurde Astrid Helle die norwegische Botschafterin in Bangkok.

## Auszeichnungen
13. Juni 2019: Kommandeurin des Königlich Norwegischen Verdienstordens

## Schriften
- Historie du Danemark. Hatier, Paris 1994, ISBN 2-218-03846-3.
- La Norvège et la Communauté européenne. ANRT, Nancy 1995.